# Diuan Abatur

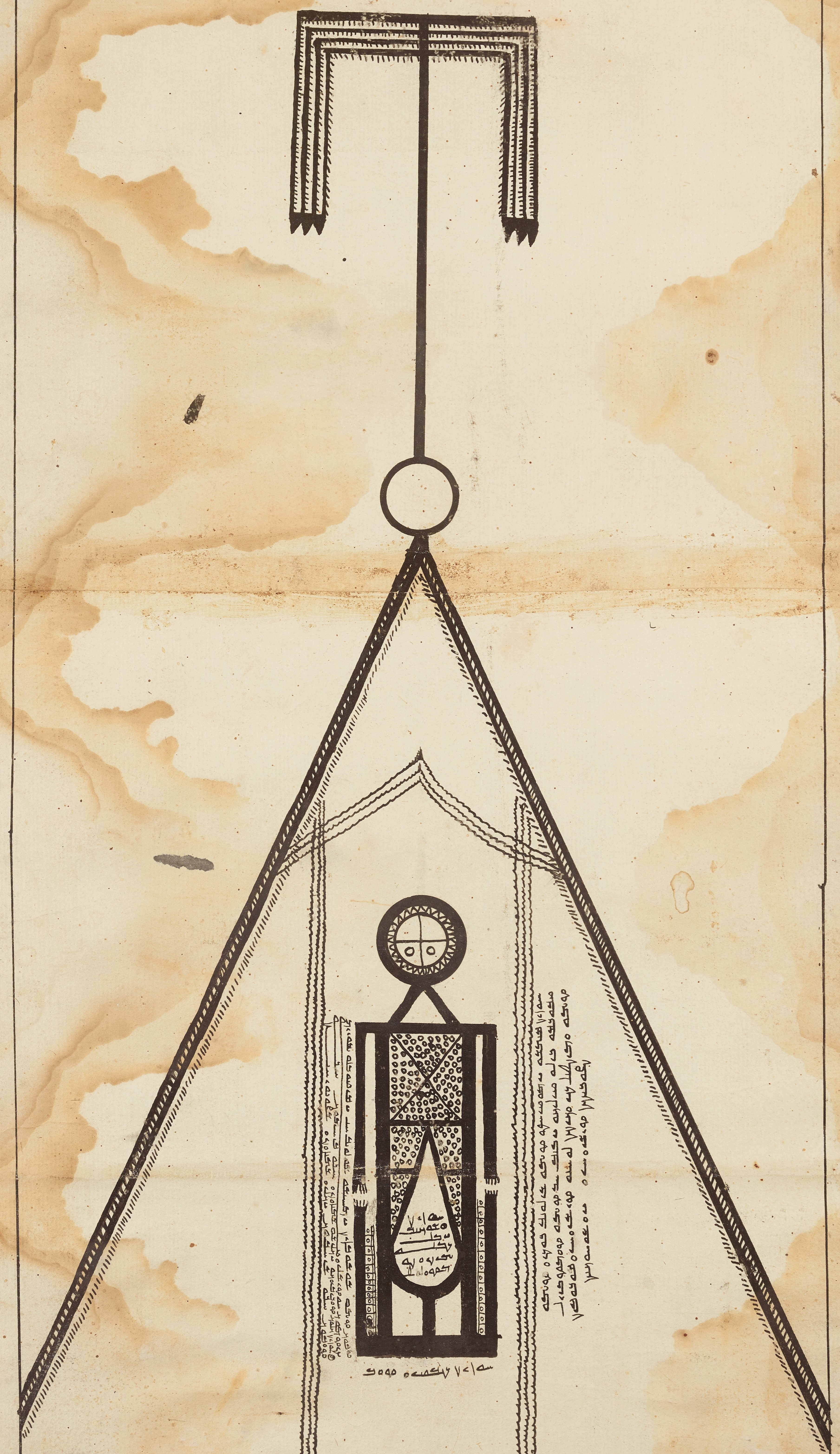
Abatur jako soudce váží hříchy a zásluhy zesnulých duší, kresba z Diwan Abatur.

Diuan Abatur (Abaturův díván) je mandejský esoterický svitek. Obsahově úzce souvisí s Levou Ginzou.

Popisuje pouť duše po opuštění těla dlouhou sérií oblastí, která nazývá „místa zadržení“ (matarta). Lady Drowerová, je překládala jako „očistec“. To není přesné, protože to navozuje představu křesťanského očistce, který je jediným prostorem, zatímco všechny zprávy z celého světa a všech dob se shodují v tom, že duše putuje velice členitým terénem. Místa zadržení však skutečně slouží k očistě, respektive trestu.

V knihovnách západního světa jsou jen dva exempláře tohoto díla. Svitek DC8 je 25 cm široký a 6 metrů dlouhý. Většinu svitku tvoří ilustrace s popisky. Exemplář pochází snad ze 17. století a měl by být přibližně stejného stáří jako je ten ve Vatikánské knihovně. Dílo jako takové je však starší. O tom výmluvně svědčí dlouhé seznamy kopistů ve dvou kolofonech.

Máme příliš málo informací na to, abychom věděli jak je používán. Zjevně i mezi mandejci je velice málo jeho exemplářů. Poté, co Lady Drowerová získala svůj exemplář a zjistila, že je neúplný, se po celou dobu svého kontaktu s nimi snažila získat další, ale nepodařilo se jí to ani v tom smyslu, že by jej pouze viděla. Sama ovšem připustila, že kněží mohli jeho vlastnictví zapírat. Vzácnost Diuan Abatur je uvedena i přímo na svitku.

## Obsah dle Jaromíra Kozáka
Vlastní text začíná chválou Boha (§1) a modlitbou (§2) za majitele svitku, jeho rodinu a vůbec všechny lidi (nepochybně pouze mandejce), aby se jim dostalo ochrany před hříchy. S podobným uspořádáním se můžeme setkat i u Egyptské knihy mrtvých. Dále následuje rozprava mezi Hibil Ziwou a Abaturem. V ní se dozvídáme o smyslu lidské existence. Každý se musí očišťovat tak dlouho „dokud se míra člověka nenaplní“. Potom je pokřtěn v nebeském Jordánu a je usazen v jeho světě.

I když se v mandejské literatuře otevřeně o reinkarnaci nemluví, Diwan Abatur prozrazuje, že je na ní založen. To by bylo jen v souladu s tím, že tato nauka je mezi gnostiky rozšířená. Levá Ginza se zdá již hledat model, který reinkarnaci nepředpokládá.

Hibil Ziwa přikázal (§3.A) Abaturovi, aby umístil svůj trůn v Hraničním domě a přijímal a vážil duše. Tím měl od sebe odlišovat dobré a špatné. Jeho další povinností bylo opatřit každou duši pečetí. Takové učení značně připomíná to, s nímž se setkáváme v Pistis Sofii. Proti tomu Abatur protestuje, neboť to znamená jeho sestup v nebeské hierarchii. To připomíná pád Pistis Sofie (viz první dvě knihy stejnojmenné knihy) i sestup Ježíše na zem, který byl svým otcem vyslán spasit svět.

Zoroastriáni i mandejci si jsou myšlenkově velmi blízko, i když je mandejci označují, za kacíře. To ostatně může naznačovat odstěpení od společného zdroje. Stejně jako se celá Zoroastrijská kniha mrtvých zabývá tresty, tak se i Abatur ptá (§3.B) Hibil Ziwy na to, jak má očišťovat konkrétní provinění.

Za touto textovou pasáží začínají četná vyobrazení, která mají často jen vysvětlivky. Tak vidíme sloup (§4) podpírající baldachýn mezi Abaturem a Ptahilem. Když se duše Egypťana dostala k Osirisovu soudu, kde Thovt u váhy zaznamenával výsledek, Osiris seděl pod baldachýnem.
Na dalším sloupu, jménem Ašlam (§5), jsou čtyři řetězy. Nedozvídáme se však kdo je k nim upoutáván. Mohou to být ty z duší, které již mohou zůstat v Abaturově světě.

Za sloupy s baldachýnem se nachází Ptahilova opona a Světlo (§6.A). To upomíná na uspořádání zádušního světa podle Pistis Sofie a paralely bychom objevili i v Egyptské knize mrtvých a dalších egyptských textech. Světlo je obecně klíčovým prvkem, který se objevuje ve všech zprávách. S výjimkou těch nejméně vyspělých duší  se všechny k němu snaží dostat. Povede se jim to teprve poté, co se natolik očistí, aby se samy staly Světlem. Pak jsou přijaté do Pokladnice Světla.

Za první oponou jich je ještě dalších šedesát (§6.B). Zakrývají zlatý trůn (§6.C), na němž sedí Ptahil (§6.D). K trůnu vede dvojitá nit. To je nejspíše naznačení duality světa, který se v jeho trůnu sjednocuje. Dualita je základní tezí gnosticismu. Nacházíme jí i v hermetismu a ve staroegyptském náboženství.

Na dalším místě se duši dostalo pět rouch (§6.F), tedy vrstev aury. Aniž je to zde výslovně uvedeno, je patrné, že pak je vyňata z nutnosti znovuvtělování se za účelem další očisty.

Uspořádání svitku naznačuje, že k Ptahilovi se dostaly ty z duší, které dosáhly dokonalosti již na zemi, a proto není zapotřebí je ani vážit. Ty, u nichž je jejich míra čistoty dosud nejistá, musí předstoupit před Abatura (§7.A) a jeho trůn (§7.B). Nad ním je klenba (§7.C), která připomíná egyptskou Nut. Zde je i místo (§7.D), kde se shromažďují duše, aby byly zváženy. Na svitku jsou zobrazeny pouze závěsy Váhy (§7.E) a jedno její rameno (§8.A), na němž stojí Šitel. Ten je protějškem egyptské Maat. Je zde vidět i nůž a řetězy (§8.B), prapor (§8.C) a závaží (§8.D). Nůž a řetězy naznačují mučení nespravedlivé duše a její poutání vstupem do nového těla. Je zajímavé, že s mandejským praporem se někdy v souvislosti s Ježíšem setkáváme i v katolickém kostele.

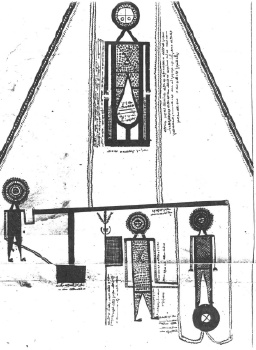
Abatur jako vyvýšený soudce nad zemřelými, Abaturův svitek.

Za těmito předměty stojí Simat Hiia (Poklad Života) (§9.1), její trůn (§9.2), nebeské město (§9.3) o němž hovoří mnoho zpráv, a které křesťanské tradice označují jako Nebeský Jeruzalém. Jeho egyptským protějškem je Duát. Stojí zde i Šarhabiel (§9.4). Duše se pak setkává s Bihramem, který stojí na břehu Jordánu a o něco dále, jak stojí u kadidelnice. Za ním je Hibil u kadidelnice (§10). Pak následuje Šitel (§11), jehož život byl zkrácen kvůli Adamovi. I zde je kadidelnice (§11.A), Anoš – Enoch (§11.B), Adatan a Jadatan (§11.C), kteří stojí v Jordánu, nádobka na kadidlo (§11.D) a vykuřovadlo (§11.E).

Posléze se duše dostane do Ptahilovy země (§11.F). O ní se pod různými jmény hovoří ve zprávách z celého světa a všech dob. V Egyptské knize mrtvých jí popisuje kapitola 110. zde se shromažďují duše, které se připravují k novému vtělení.

Za Ptahilovou zemí se nalézá země Simat Adm´íl (§12). Je ilustrována bárkou se čtyřmi osobami na palubě. Bárka směřuje ke stromu Šatrin (§13), který krmí děti. To je dost výmluvné svědectví o tom, co se stane s duší.

Pak následuje poněkud neorganicky zpráva o stvoření světa (§14). Stvořitelem je Ptahil, který stlačil pravodstvo a vytvořil tak hmotný svět. Egyptský bůh Ptah je rovněž stvořitelem v menoferském teologickém systému.

Od stromu Šarin se duše dostala do rozsáhlé oblasti míst zadržení (§15). Na svitku jsou rozdělené do tří pásů a rozčleněné podle hříchů, z nichž se duše očišťuje. Jsou uspořádané hierarchicky. V Egyptské knize mrtvých se místy zadržení nesetkáváme, ovšem vyskytují se v knize O tom, co je v Duátu a jí podobným.

Nejvýše postaveným místem zadržení je Ptahilovo (§15.A.a). V něm má duše záruku, že se po očištění dostane k Ptahilovi a již se nevtěluje. Je prvním na pravé straně. Podle Pistis Sofie byly duše v této oblasti již mimo nutnost vtělování. Na pravé straně následují po sobě tato místa zadržení: Neděle (§15.A.b) a devíti synů Ptahilových: Birhama (§15.A.c), Anoše (§15.A.d), Hibil Ziwy (§15.A.e), Kanziela (§15.A.f), Raglela (§15.A.g), Šarhabiela (§15.A.h), El-Sfara (§15.A.ch), Nbata (§15.A.i) a Bhaqa (§15.A.j). Egyptský Osiris má dva syny. Jeho legitimním nástupcem byl Hór, ale se svou druhou sestrou Nebetchet měl ještě Anupa. I přesto je počet devět zajímavý, protože v Egyptě je dokonce několik skupin bohů organizovaných do devític. Ptah měl bohy stvořit ze svého oka a lidi z úst.

V prostřední části je Saturnovo místo zadržení (§15.B.a). U něho jsou dva lvi. S dvojicí lvů na přechodu mezi hmotným a nehmotným světem se setkáváme i v egyptských duchovních textech. Dále jsou následující místa zadržení: Marsu (§15.B.b), Šitila - Ptahilova syna (§15.B.c), bez uvedení názvu (§15.B.d), Merkura (§15.B.e), druhé Šitila (§15.B.f), další bez názvu (§15.B.g), Jupitera (§15.B.h). V levé části je dvouhlavý červ (§15.C), který velice připomíná dvojhlavého hada, který je u tumulu, pod nímž je pohřben Osiris, aby se vzápětí znovuzrodil. Tato scéna je v páté hodině knihy O tom, co je v Duátu. Za ním je série deseti míst zadržení: Saturna (§15.4), s dvojicí lvů (§15.4.1), které připomínají egyptské sfingy, křesťanů (§15.4.2), zuřivého Marsu (§15.4.3), Duší z Chúzistánu (§15.4.4), Merkura (§15.4.5), Jupitera (§15.4.6), Venuše (§15.4.7), Měsíce (§15.4.8), Slunce (§15.4.9) a Neděle (§15.4.10).

Za touto sérií je vložen (§16) kolofon a modlitba, v níž písař prosí za uznání zásluh za opsání Diwan Abaturu. Přerušuje přirozený tok svitku. Za ní je Šdumova brána (§17).

Za branou je postava Miriaj stojící před Ruhou (§17.1) a pod nimi je rubínový trůn (§17.2). V egyptském prostředí podobnou dvojici představuje Osiris a Éset. Tento výjev je ovšem o to zajímavější, že Miriaj je historická osoba, která vystupuje v mandejských legendách. Protože jí lze podle všeho ztotožnit s Marií Magdalskou, znamená to, že jednak to musela být skutečně mimořádná žena a jednak zde můžeme být svědky schizmatu. Již jsme si řekli o tom, jak většina mandejců zatracuje Ježíše. Zde však může být totožný s Ruhou.

Za touto dvojicí začíná prostor, kde je, jak je výslovně uváděno, velký hluk. To připomíná situaci z Tibetské knihy mrtvých, kdy je duše hnána k novému vtělení. Nejprve je zobrazena Bihramova hůl (§18), dál je Šahra, který tluče na činely (§19.1), pak Nufsaj s oštěpem (§19.2), El-Star s oštěpem (§19.3), démoni (§19.4), Šdum – bojovník z Temnoty (§19.5), Šdumův trůn (§19.6) a démon Džarfan, tlučící na činely (§19.7). Všechny tyto bytosti upomínají na Hněvivá božstva Tibetské knihy mrtvých. V egyptském prostředí jsou uvedeni ve Fajjúmském papyru.
Poté, co duše projde tímto místem hluku a hrůzy, dostane se do Ruhovy země (§20). Poněkud dál je Šalmielův chrám (§21) a pak Ganzielův trůn a Adam (§22). Ještě dál je bárka s pěti postavami na palubě (§23), proti níž je převrácená další bárka (§24), která má všechny části pojmenovány. I toto je ryze egyptská praxe. Za dvojicí bárek je zlatá bárka. Ta je patrně srovnatelná s egyptskou sluneční, či denní bárkou (§25). Tato bárka byla v Egyptě symbolem kolování duše mezi hmotným a nehmotným světem. Stejně tak je tomu i zde. Duše prošla kolem ekvivalentu tibetských Hněvivých božstev a zrodila se tedy na zemi. Tento konec není v Diwan Abaturu výslovně uveden, ale plyne jasně z logiky děje. V Tibetské knize mrtvých vidí duše v této chvíli své budoucí rodiče v milostném objetí a v Egyptské knize mrtvých dům, v němž se zrodí.

Celé dílo končí kolofonem (§26), podobně jako mnoho starověkých děl, který zaznamenává jednotlivé kopisty a odkud čerpali..